# 불가리아 레프
레프(불가리아어: лев, lev), 복수형 레바(лева, leva)는 불가리아의 통화로 1 레프는 100 스토틴키(стотинки, stotinki, 단수형 스토틴카(стотинка, stotinka))에 해당된다. "레프"는 불가리아어로 "사자"를 뜻한다. 1, 2, 5, 10, 20, 50 스토틴키, 1, 2 레바 동전과 5, 10, 20, 50, 100 레바 지폐가 통용된다.
1999년 7월 5일에 1,000 구 레프 대 1 신 레프 비율의 화폐 개혁을 단행하면서 1 독일 마르크 = 1 불가리아 레프의 고정 환율도 도입했다. 독일 마르크가 유로로 대체되면서 유로와의 고정 환율은 1 유로 = 1.95583 불가리아 레프로 정해졌다. 불가리아는 2020년 7월 10일을 기해 크로아티아와 함께 ERM(유럽 환율 메커니즘) II에 가입했다. 2025년 6월 4일에는 유럽 연합 이사회가 유로 도입 요건을 모두 충족한 불가리아의 유로존 가입을 승인했다. 이에 따라 불가리아는 2026년 1월 1일을 기해 유로를 도입할 예정이다.

## 어원
화폐의 이름은 "사자"를 의미하며 네덜란드 탈러(leeuwendaalder "사자 탈러/달러")에서 유래되었다. 네덜란드의 "레이위벤달더르"는 독일과 이탈리아의 여러 도시에서 모방되었다. 이 동전들은 불가리아, 루마니아, 몰도바에서 유통되었으며 각각의 통화에는 불가리아 레프, 루마니아 레우, 몰도바 레우라는 이름이 붙었다.

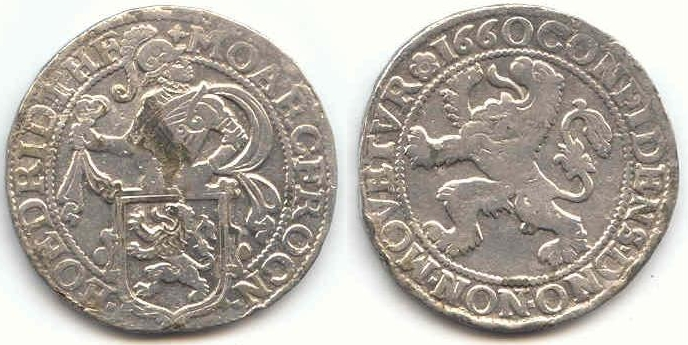
사자를 묘사한 네덜란드 탈러, 불가리아어 "레프"의 기원

## 역사
레프는 1881년 프랑스 프랑과 같은 가치를 지닌 불가리아의 통화로 도입되었다. 금본위제는 1899년에서 1906년 사이에 중단되었다가 1912년에 다시 중단되었다. 1916년까지, 불가리아의 은화와 금화는 라틴 통화 동맹과 동일한 사양으로 발행되었다. 지폐는 1928년 금화 ("leva zlato" 또는 "zlatni", "лева злато" 또는 "златни") 또는 은화 ("leva srebro" 또는 "srebarni", "лева сребро" 또는 "сребърни")로 되돌려질때까지 발행했다.
1928년에는 1 레프 = 10.86956 mg 금이라는 새로운 금본위제가 제정되었다. 제2차 세계 대전 중이던 1940년, 레프는 32.75 레바 = 1 라이히스마르크의 비율로 독일 라이히스마르크에 고정되었다. 1944년 9월 소비에트 연방이 점령하면서, 소련 루블에 15 레바 = 1루블로 고정되었다. 1945년 10월 120 레바 = 1 달러, 1945년 12월 286.50 레바, 1947년 3월 143.25 레바 등 미국 달러화에 대한 고정이 잇따랐다. 1943년 이후에는 동전이 발행되지 않았으며 1952년 화폐개혁 때까지 지폐만 발행되었다.
불가리아는 1952년에 전후 인플레이션의 여파로 인하여 100 구 레프 대 1 신 레프 비율의 화폐 개혁을 단행했고 1962년에는 10 구 레프 대 1 신 레프 비율의 화폐 개혁을 단행했다.
1999년 7월 5일에 1,000 구 레프 대 1 신 레프 비율의 화폐 개혁을 단행하면서 1 독일 마르크 = 1 불가리아 레프의 고정 환율도 도입했다. 독일 마르크가 유로로 대체되면서 유로와의 고정 환율은 1 유로 = 1.95583 불가리아 레프로 정해졌다. 2007년 1월 1일에 유럽 연합에 가입한 불가리아는 2020년 7월 10일을 기해 크로아티아와 함께 ERM(유럽 환율 메커니즘) II에 가입했다. 2025년 6월 4일에는 유럽 연합 이사회가 유로 도입 요건을 모두 충족한 불가리아의 유로존 가입을 승인했다. 이에 따라 불가리아는 2026년 1월 1일을 기해 유로를 도입할 예정이다.

## 같이 보기
- 불가리아의 경제
- 불가리아의 유로 주화